# Hird
El hird (nòrdic antic: hirð), en la història de Noruega, era un seguici informal de companys d'armes durant l'edat mitjana, a voltes també anomenats huscarls, però lluny de ser un nucli fort de "guàrdies" al servei de la corona com a exèrcit reial, era una mena de cort noble més propera a una unitat familiar.
El terme procedeix del vocable nòrdic antic hirð, i també existeix en anglosaxó hir(i)d 'família, seguici, cort' o potser derive del cognitiu antic alt alemany heirat 'matrimoni', ja que tots dos poden significar també "cos d'homes". Aquest mot també s'usa en les sagues nòrdiques i els còdexs de lleis; és un terme medieval -les sagues s'escrigueren durant el s. XII principalment. Hi ha incertesa de com es reemplaçà el terme, encara que en danés hlid o lið s'emprà en algunes fonts daneses per als guerrers vikings seguidors de Canut II de Dinamarca.
Durant el regnat d'Haakon IV de Noruega (1204–1263) el hird noruec no se centrava només en una funció militar i se subdividí segons formes continentals, com els escuders (kertilsveinr, literalment 'homes del ciri', que duien els ciris que il·luminaven els cerimonials del hird), homes d'armes (hirdmenn) i cavallers (skutilsveinr, literalment 'homes de la taula'). Va haver-hi també gestir per a castes baixes, que rebien només mitja paga i feien una espècie de servei d'intel·ligència, però no se'ls permetia compartir la taula reial, tret de Nadal i Pasqua, quan el hird es reunia al complet i es recitava el codi de lleis, el Hirdskraa. Els nivells més alts del hird els ocupava un nombre d'oficials d'alt rang, a què se sumava un altre grup d'oficials de fora. En algun moment durant el regnat de Magnus VI les velles lleis del hird s'incorporaren al Hirdskraa. Durant el regnat d'Haakon V (1299–1319) els títols nobiliaris s'adaptaren en favor dels existents a la resta d'Europa, tot i que hi hagué una èmfasi particular a ressaltar el hird reial noruec com una comunitat d'iguals, una corporació cavalleresca de guerrers on el rei era el primer entre iguals.

## Hirdman
Hirdman (plural Hirdmen) és un mot escandinau, especialment en noruec i suec, que significa 'membre del hird'. S'usà originàriament com a títol, fins i tot en la mitologia nòrdica, per a companys informals o seguici dels poderosos, sovint en els temps del paganisme nòrdic, assignat a companys d'armes.
Quan el hird reial noruec evoluciona a una cort formal, els hirdman ocupaven el rang més alt i se'ls permetia compartir seient en els consells reials (la forma feudal d'un gabinet de consulta), amb dret a paraula en afers de govern i altres temes d'importància.
Durant el govern nazi i col·laboracionista de Vidkun Quisling, la paraula recupera el sentit original de guerrers per a les seues tropes (Hirden).

## Presència delhirden les sagues nòrdiques
- Sagues reials: Fagrskinna, Heimskringla, Ólafs saga helga.
- Sagues islandeses: Saga d'Egil Sakallagrímson, Fornmanna Sögur en Hulda-Hrokkinskinna.